# Samuel Augustus Barnett

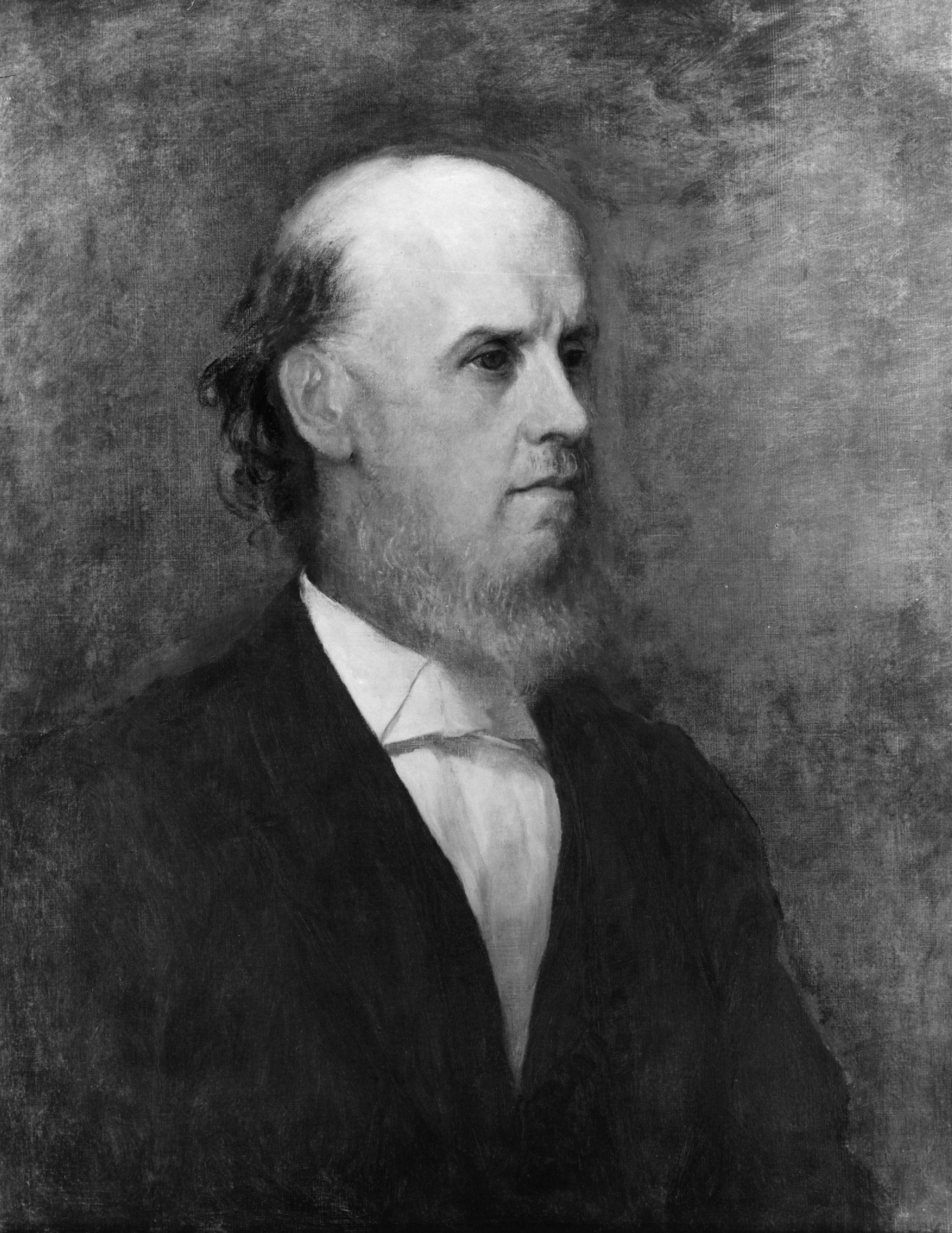
Samuel Augustus Barnett

Samuel Augustus Barnett (* 8. Februar 1844 in Bristol; † 17. Juni 1913) war ein britischer Sozialreformer und anglikanischer Geistlicher. Er gilt als Pionier der Gemeinwesenarbeit. 
Nach seiner Priesterweihe ging Barnett mit seiner Ehefrau Henrietta ins Londoner Eastend, in dem schreckliche Wohnverhältnisse herrschten. Dort gründete er 1884 die Universitätsniederlassung Toynbee Hall. Dadurch kamen Gebildete aus höheren Schichten in direkten Kontakt zur armen Bevölkerung. Barnett folgte dem Grundgedanken, dass  die Ursachen von Armut und sozialer Ungerechtigkeit nur gemeinsam mit den Betroffenen bekämpft werden können. Toynbee Hall war der Ausgangspunkt der internationalen Settlement-Bewegung. Die amerikanische Sozialreformerin Jane Addams übernahm bald darauf dieses Konzept und initiierte das Hull House in Chicago.
Nach Priester-Stationen in Oxford und Cambridge wurde Barnett 1906 Domherr der Westminster Abbey.

## Schriften (Auswahl)
- Practicable Socialism: Essays on Social Reform, 1888 (mit Henrietta Barnett)
- Towards Social Reform, 1909 (mit Henrietta Barnett).